# Enchentes em Belo Horizonte em 1983
As enchentes em Belo Horizonte em 1983 foram uma das maiores da história da capital mineira. No primeiro mês do ano a milimetragem foi de 722,5, ou seja, 170% a mais que a média histórica. O então governador do estado, Francelino Pereira, anunciou estado de calamidade pública na capital. Houve deslizamentos e inundações, com 2.336 desabrigados e 50 mortes decorrentes das chuvas em Belo Horizonte.

## Contexto das enchentes
Na década de 1970, iniciaram-se as obras para implantação da Avenida dos Andradas, seguindo o curso do Ribeirão Arrudas, no trecho a partir da área central de Belo Horizonte em sentido à cidade de Sabará. Com isso, novas obras ocorreram no Arrudas como retificação e canalização do curso nas áreas de extensão da autovia.
Em entrevista ao jornal Diário da Tarde no dia 3 de março de 1983, o arquiteto e ex-presidente do Instituto dos Arquitetos do Brasil, José Carlos Laender de Castro, relatou que considerava que a causa das enchentes não era o acúmulo de água nos leitos dos rios, mas sim a velocidade das águas pluviais que corriam no leito até a caixa final. José Carlos ainda afirmou na entrevista que o desmatamento e a impermeabilidade do asfalto eram os principais motivos do Arrudas inundar.
O arquiteto ainda colocou uma possível solução para evitar novos desastres que seria a construção de duas barragens de contenção na cabeceira dos vales dos dois ribeirões que existem na capital, o Ribeirão Arrudas e do Onça, além do desassoreamento das barragens de Santa Lúcia e do Acaba Mundo.

## Impactos da enchente
O Ribeirão Arrudas foi o mais afetado nesse ano e deixou 2.336 desabrigados e 50 mortes dos moradores da encosta do ribeirão. A região mais atingida da cidade foi justamente aquela onde se desenvolviam as obras de abertura de avenidas, com especial impacto sobre as favelas ribeirinhas às margens do Ribeirão Arrudas, a exemplo da extinta favela Sovaco de Cobra. Além do ocorrido na favela, a chuva trouxe problemas na mobilidade urbana já que causou o desabamento da ponte do Perrela que passava sobre o Ribeirão Arrudas. Algumas cenas podem ser vistas através em matéria da época exibida no jornal MGTV da Rede Globo. Além da reportagem, outro registro dos desastres causados pela chuva daquele ano são as imagens produzidas pela fotodocumentarista Mana Coelho, cujo acervo está preservado no Museu Histórico Abílio Barreto.

## Intervenções na extensão do Ribeirão Arrudas
As enchentes em Belo Horizonte em 1983 se deram em um momento de obras no Ribeirão Arrudas. Por aquela época, construiu-se uma calha para o leito do curso d’água com 22 metros de largura e mais de nove metros de profundidade nas regiões mais afetadas pelos transbordamentos. O impacto dessas intervenções foi, contudo, temporário. Com o passar do anos, observou-se a volta das enchentes com a alteração de suas áreas de incidência, como foi o caso do bairro Salgado Filho na região Oeste da cidade, nas proximidades da Avenida Teresa Cristina, local em que passa, também, o Ribeirão Arrudas.
As enchentes de 1983 ainda tiveram impacto sobre as remoções que atingiam as favelas ribeirinhas nas proximidades do Ribeirão Arrudas. O processo de retirada da população pobre das margens do curso d’água para dar lugar a avenidas como a Via Expressa, a Teresa Cristina e a dos Andradas se acelerou, afetando ocupações como as favelas Gogó da Ema e União, extintas após as inundações daquele ano.

## CPI do Arrudas
No dia 31 de janeiro de 1983 os vereadores da cidade fizeram uma reunião para discutir a constituição de uma Comissão Parlamentar de Inquérito para apurar “os graves acontecimentos que culminaram com a destruição de centenas de moradias e a morte de quase uma centena de pessoas pelo transbordamento do ribeirão Arrudas”. A intenção da comissão de vereadores era compreender quais fatos contribuíram direta ou indiretamente para as enchentes, além de examinar “ao abusos, as malversações de verbas ou a incompetência que porventura tenha ocorrido”, a comissão se propunha a buscar alternativas do ponto de vista técnico e social para garantir “condições de vida mais dignas aos que vivem nas regiões ribeirinhas da cidade”. Não há informações precisas sobre a instalação da comissão.